# Huehue Acamapichtli
Huēhueh Ācamāpichtli (Náhuatl: huēhueh 'viejo', ācamāpichtli 'Puño cerrado con cañas': 'Puño cerrado con cañas, el Viejo' pronunciación: [weːweʔ aːkamaːˈpit͡ʃt͡ɬi]), fue el decimotercer señor de Cōlhuahcān y el decimoséptimo de los cōlhua. Fue el último tlahtoāni de la dinastía chichimeca en Cōlhuahcān. Dicho en otras palabras, el último señor legítimo de los cōlhua.
Fue el segundo hijo de Coxcoxtli, señor de Cōlhuahcān al que sucedió en el cargo. Debió de haber nacido hacia 1300 d. C. en el altēpetl Cōlhuahcān.
Según los Anales de Cuauhtitlan, se entroniza en el altēpetl de Cōlhuahcān en el año 1-pedernal (ce tecpatl xihuitl), 1324 d. C. y fallece en el año 13-pedernal (mahtlactli ihuan eyi tecpatl xihuitl), 1336.
Según el documento franciscano llamado Origen de los Mexicanos, no tuvo hijos. Y sin descendencia directa, decide pasar el gobierno de Cōlhuahcān a manos de un pariente suyo, un sobrino que en la relación aparece con los nombres de Itlethoc, Pilethoc Xilechoz, Gilechoz, siendo en realidad todos distorsiones de un vocablo nahuatl y que se refieren a un nombre primitivo de Acamapichtli de Tenochtitlan, Rudolf van Zantwjk considera que ese nombre primitivo era de origen otomíano. Por otra parte, una amplia variedad de documentos concuerdan en señalar su conexión paternal con Acamapichtli.
Fue asesinado por Achitomētl, en el año 13-pedernal (mahtlactli ihuan eyi tecpatl xihuitl), 1336, el cual se entronizó en Cōlhuahcān de inmediato. Entonces Ilancuēitl y Acamapichtli huyeron a Cōhuatlīnchān.